# De tijd (Goya)
De tijd (Frans: Le temps), ook bekend als De oude vrouwen (Les vieilles), is een schilderij van Francisco Goya. Hij schilderde het werk in de periode van 1810 tot 1812. Sinds 1874 maakt het deel uit van de collectie van het Museum voor Schone Kunsten in Rijsel.

## Voorstelling
De tijd is in de eerste plaats een vanitasschilderij, een illustratie van de tijdelijkheid van het aardse leven. Een lelijke oude vrouw vergelijkt haar spiegelbeeld met een miniatuur dat zij in haar hand houdt en moet tot de conclusie komen dat haar schoonheid vergaan is. Haar mooie kleding en juwelen kunnen dat onmogelijk verhullen. Achter op de spiegel, die door een dienstmeid met een al even afstotelijk uiterlijk wordt vastgehouden, staat de Spaanse tekst Que tal? (Hoe gaat het?). Goya bracht een sterk contrast aan tussen beide vrouwen. De dienstmeid heeft donkere haren en oren en draagt zwarte kleding, terwijl de rechter vrouw licht gekleed gaat en blonde haren heeft. Ook de vorm van de neus is geheel verschillend. Achteraan staat Vadertje Tijd met in zijn handen niet de gebruikelijke zeis, maar een bezem.
Goya's tijdgenoten zullen in de oude vrouw koningin Maria Louisa herkend hebben, die door de schilder op meerdere portretten is vastgelegd. Op een daarvan, De familie van Karel IV, draagt zij exact dezelfde pijl in het haar. Van de pracht en praal uit de tijd van dit groepsportret was echter weinig meer over toen Goya De tijd schilderde. Jozef Bonaparte had de Spaanse kroon in 1808 overgenomen, de opmaat voor de bloedige Spaanse Onafhankelijkheidsoorlog. Maria Louisa verliet kort erna het land en zou de rest van haar leven in ballingschap slijten. De verschrikking van de oorlog hadden ook op Goya een groot effect; zijn stijl werd aanmerkelijk somberder. Hoewel hij zich waarschijnlijk mede liet inspireren door een oude gravure naar Jacob de Gheyn, is De tijd met zijn bijtende satire een goed voorbeeld van Goya's latere werk.
In het Museum voor schone Kunsten hangt De tijd naast De brief, een ander werk van Goya. Hoewel beide schilderijen tegenwoordig dezelfde afmetingen hebben - De tijd is op enig moment iets vergroot - en een duidelijke maatschappijkritiek delen, zijn ze niet als pendanten bedoeld. De brief is later ontstaan en vormt waarschijnlijk wel een paar met De smederij.

## Herkomst
- in bezit van Javier Goya, zoon van de kunstenaar.
- 30 augustus 1836: Baron Taylor kocht van Javier Goya een groep van acht schilderijen, waaronder De tijd, voor koning Lodewijk Philips.
- 1838: het werk hangt in de Galerie Espagnol in het Louvre, opgericht door Lodewijk Philips.
- 20 mei 1853: na de dood van de koning geveild in Londen en gekocht door Durlacher voor 4 pond en 15 shilling.
- in bezit van de politicus, diplomaat en schrijver Sir Henry Bulwer, Londen.
- 21 februari 1873: op een veiling gekocht door de handelaar Warneck, Parijs.
- gekocht door dhr. Sauvage, mevr. Gentil en Édouard Reynart, de toenmalige directeur van het Museum voor Schone Kunsten, voor 3.000 Franse frank.
- 1874: geschonken aan het museum.

## Afbeeldingen

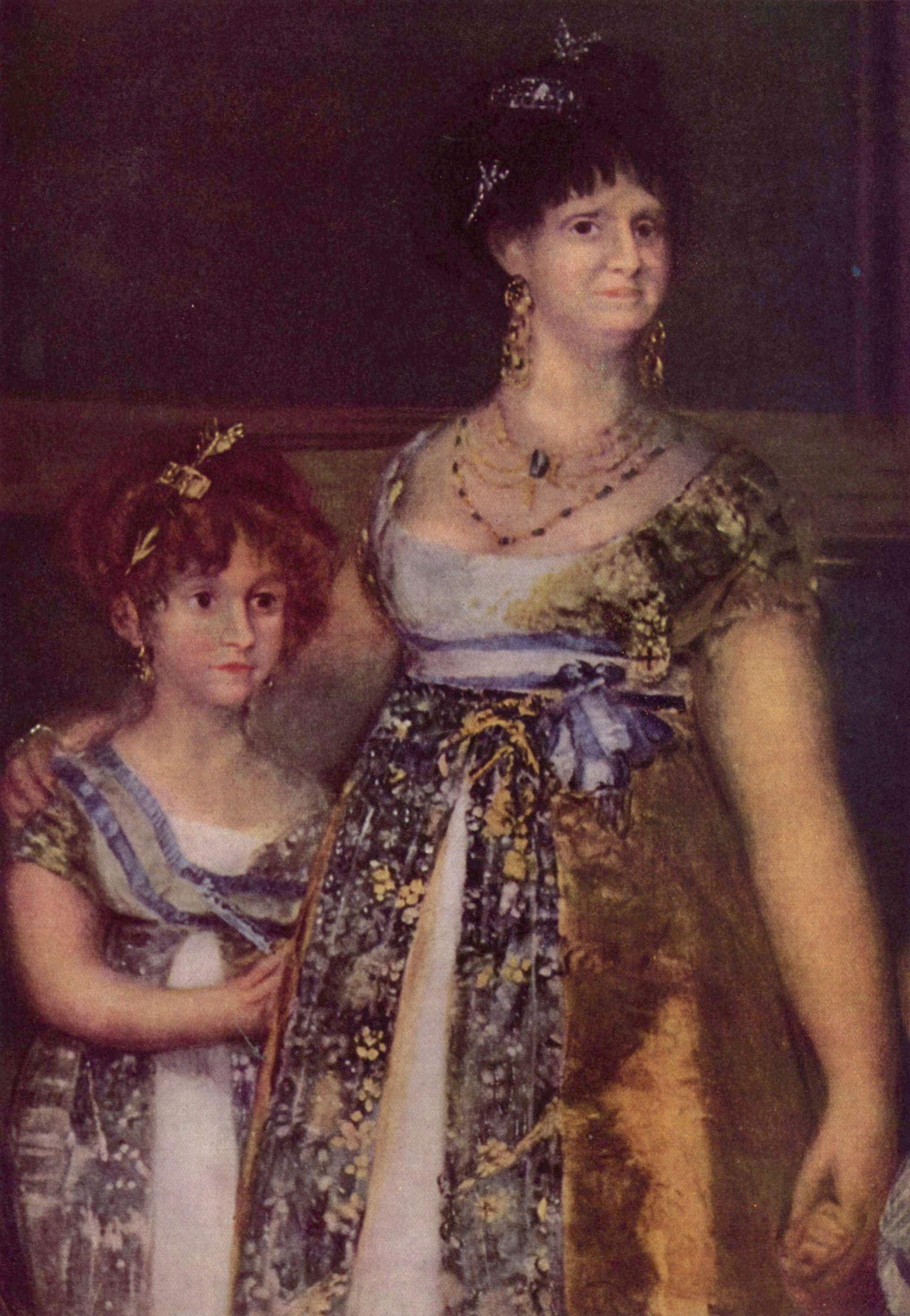
De familie van Karel IV (detail) (1800-01)
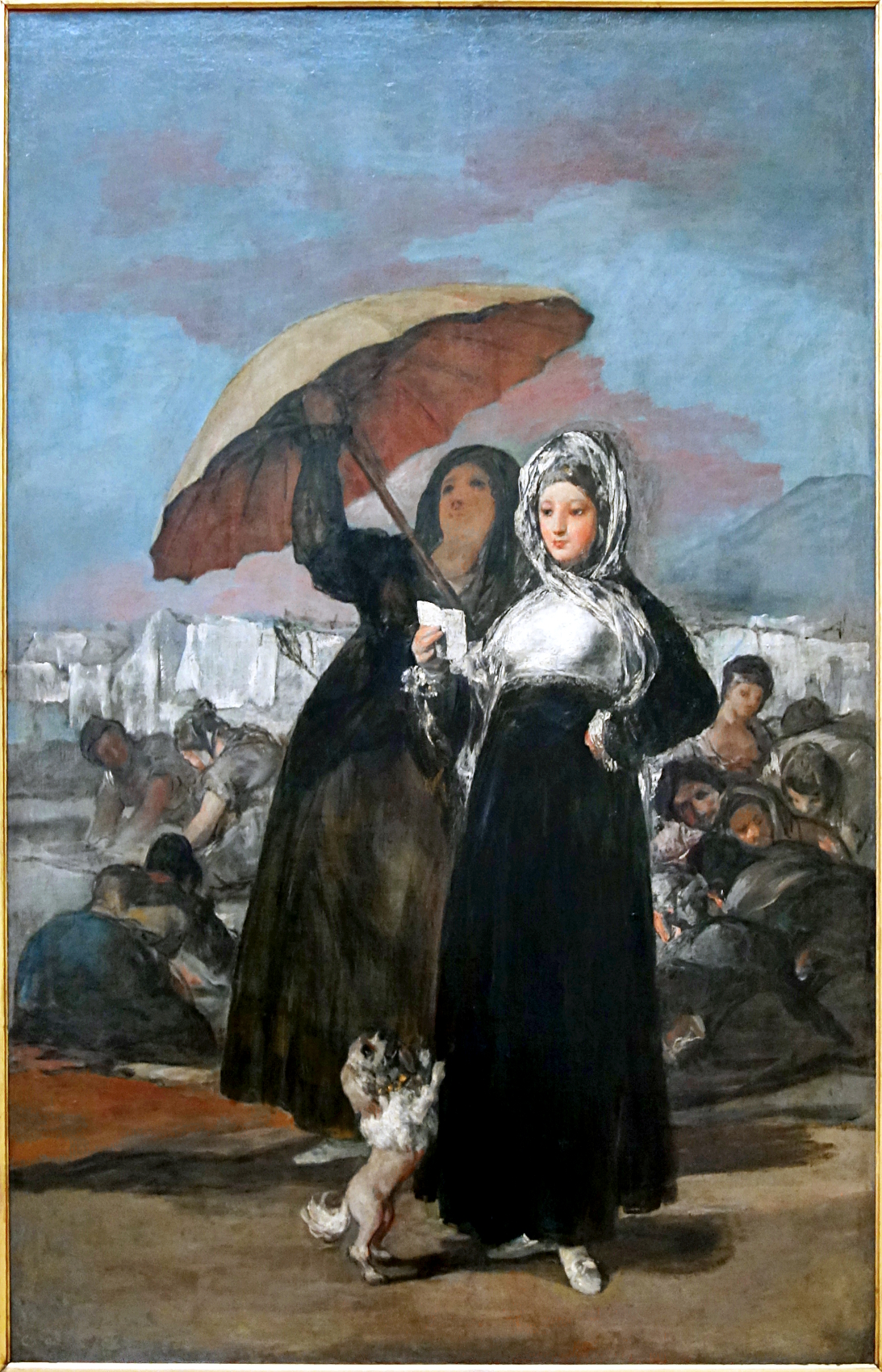
De brief (1814-19)